# Snodland
Snodland est une ville dans le comté du Kent, en Angleterre, située sur la rivière Medway, entre Rochester et Maidstone.

## Toponymie
Le nom Snodland désigne en vieil anglais la « terre cultivée par Snodd » (du nom d'un seigneur de guerre local). La ville est désignée dans le Domesday Book sous le nom de « Esnoiland »,.

## Politique et administration

### Jumelages
- Moyeuvre-Grande (France), commune de Moselle[3], depuis 1986[4].